# Lijst van voetbalinterlands Mexico - Panama
Deze lijst van voetbalinterlands is een overzicht van alle officiële voetbalwedstrijden tussen de nationale teams van Mexico en Panama. De Midden-Amerikaanse landen speelden tot op heden 27 keer tegen elkaar. De eerste ontmoeting was een vriendschappelijke wedstrijd op 20 februari 1938 in Panama-Stad. Het laatste duel, de finale van de CONCACAF Nations League 2024/25, vond plaats in Inglewood (Verenigde Staten) op 23 maart 2025.

## Wedstrijden
| №  | Plaats      | Datum            | Competitie                        | Wedstrijd       | Uitslag |
| -- | ----------- | ---------------- | --------------------------------- | --------------- | ------- |
| 1  | Panama-Stad | 20 februari 1938 | Vriendschappelijk                 | Panama − Mexico | 2 − 2   |
| 2  | Santiago    | 10 april 1952    | Pan-Amerikaans kampioenschap 1952 | Mexico – Panama | 4 – 2   |
| 3  | Panama-Stad | 16 juli 2000     | WK 2002 kwalificatie              | Panama – Mexico | 0 – 1   |
| 4  | Mexico-Stad | 3 september 2000 | WK 2002 kwalificatie              | Mexico – Panama | 7 – 1   |
| 5  | Panama-Stad | 30 maart 2005    | WK 2006 kwalificatie              | Panama – Mexico | 1 – 1   |
| 6  | Mexico-Stad | 7 september 2005 | WK 2006 kwalificatie              | Mexico – Panama | 5 – 0   |
| 7  | Houston     | 13 juni 2007     | CONCACAF Gold Cup 2007            | Mexico – Panama | 1 – 0   |
| 8  | Houston     | 9 juli 2009      | CONCACAF Gold Cup 2009            | Mexico – Panama | 1 – 1   |
| 9  | Panama-Stad | 7 juni 2013      | WK 2014 kwalificatie              | Panama − Mexico | 0 − 0   |
| 10 | Pasadena    | 7 juli 2013      | CONCACAF Gold Cup 2013            | Mexico − Panama | 1 − 2   |
| 11 | Arlington   | 24 juli 2013     | CONCACAF Gold Cup 2013            | Panama − Mexico | 2 − 1   |
| 12 | Mexico-Stad | 11 oktober 2013  | WK 2014 kwalificatie              | Mexico − Panama | 2 − 1   |
| 13 | Querétaro   | 12 oktober 2014  | Vriendschappelijk                 | Mexico − Panama | 1 − 0   |
| 14 | Atlanta     | 22 juli 2015     | CONCACAF Gold Cup 2015            | Panama − Mexico | 1 − 2   |
| 15 | Toluca      | 13 oktober 2015  | Vriendschappelijk                 | Mexico − Panama | 1 − 0   |
| 16 | Bridgeview  | 11 oktober 2016  | Vriendschappelijk                 | Panama − Mexico | 0 − 1   |
| 17 | Panama-Stad | 15 november 2016 | WK 2018 kwalificatie              | Panama − Mexico | 0 − 0   |
| 18 | Mexico-Stad | 1 september 2017 | WK 2018 kwalificatie              | Mexico − Panama | 1 − 0   |
| 19 | Mexico-Stad | 16 oktober 2019  | CONCACAF Nations League 2019/20   | Mexico − Panama | 3 − 1   |
| 20 | Panama-Stad | 15 november 2019 | CONCACAF Nations League 2019/20   | Panama − Mexico | 0 − 3   |
| 21 | Nashville   | 30 juni 2021     | Vriendschappelijk                 | Mexico − Panama | 3 − 0   |
| 22 | Panama-Stad | 8 september 2021 | WK 2022 kwalificatie              | Panama − Mexico | 1 − 1   |
| 23 | Mexico-Stad | 2 februari 2022  | WK 2022 kwalificatie              | Mexico – Panama | 1 – 0   |
| 24 | Paradise    | 18 juni 2023     | CONCACAF Nations League 2022/23   | Panama − Mexico | 0 − 1   |
| 25 | Inglewood   | 16 juli 2023     | CONCACAF Gold Cup 2023            | Mexico − Panama | 1 − 0   |
| 26 | Arlington   | 21 maart 2024    | CONCACAF Nations League 2023/24   | Panama − Mexico | 0 − 3   |
| 27 | Inglewood   | 23 maart 2025    | CONCACAF Nations League 2024/25   | Mexico − Panama | 2 − 1   |

## Samenvatting
| Competitie                   | Totaal gespeeld | Winst Mexico | Gelijk | Winst Panama | Doelsaldo Mexico – Panama |
| ---------------------------- | --------------- | ------------ | ------ | ------------ | ------------------------- |
| WK-kwalificatie              | 10              | 6            | 4      | 0            | 19 − 4                    |
| CONCACAF Gold Cup            | 6               | 3            | 1      | 2            | 7 − 6                     |
| CONCACAF Nations League      | 5               | 5            | 0      | 0            | 12 − 2                    |
| Pan-Amerikaans kampioenschap | 1               | 1            | 0      | 0            | 4 − 2                     |
| Vriendschappelijk            | 5               | 4            | 1      | 0            | 8 − 2                     |
| Totaal                       | 27              | 19           | 6      | 2            | 50 − 16                   |

FMF · A-internationals · Selecties · Bondscoaches · Statistieken · Mexicaans vrouwenelftal · Olympisch elftal · Mexico U21 · Mexico U20 · Mexico U19 · Mexico U18 · Mexico U17
1920 – 1949 ·
1950 – 1969 ·
1970 – 1979 ·
1980 – 1989 ·
1990 – 1999 ·
2000 – 2009 ·
2010 – 2019 ·
2020 – 2029
Copa América 1993 ·
Copa América 1995 ·
Copa América 1997 ·
Copa América 1999 ·
Copa América 2001 ·
Copa América 2004 ·
Copa América 2007 ·
Copa América 2011 ·
Copa América 2015 · 
Copa América 2016
WK 1930 ·
WK 1950 ·
WK 1954 ·
WK 1958 ·
WK 1962 ·
WK 1966 ·
WK 1970 ·
WK 1978 ·
WK 1986 ·
WK 1994 ·
WK 1998 ·
WK 2002 ·
WK 2006 ·
WK 2010 ·
WK 2014 · 
WK 2018
OS 1928 ·
OS 1948 ·
OS 1964 ·
OS 1968 ·
OS 1972 ·
OS 1976 ·
OS 1992 ·
OS 1996 ·
OS 2004 ·
OS 2012 ·
OS 2016 ·
OS 2020
1923 ·
1924–1927 ·
1928 ·
1929 ·
1930 ·
1931–1933 ·
1934 ·
1935 ·
1936 ·
1937 ·
1938 ·
1939–1946 ·
1947 ·
1948 ·
1949 ·
1950 ·
1951 ·
1952 ·
1953 ·
1954 ·
1955 ·
1956 ·
1957 ·
1958 ·
1959 ·
1960 ·
1961 ·
1962 ·
1963 ·
1964 ·
1965 ·
1966 ·
1967 ·
1968 ·
1969 ·
1970 · 
1971 · 
1972 · 
1973 · 
1974 · 
1975 · 
1976 · 
1977 · 
1978 · 
1979 · 
1980 · 
1981 · 
1982 · 
1983 · 
1984 · 
1985 · 
1986 · 
1987 · 
1988 · 
1989 · 
1990 · 
1991 · 
1992 · 
1993 · 
1994 · 
1995 · 
1996 · 
1997 · 
1998 · 
1999 · 
2000 · 
2001 · 
2002 · 
2003 · 
2004 · 
2005 · 
2006 · 
2007 · 
2008 · 
2009 · 
2010 · 
2011 · 
2012 · 
2013 · 
2014 · 
2015 · 
2016 ·
2017 ·
2018 ·
2019 ·
2020 ·
2021 ·
2022 ·
2023
Albanië ·
Algerije ·
Angola ·
Argentinië ·
Australië ·
België ·
Belize ·
Bermuda ·
Bolivia ·
Bosnië en Herzegovina ·
Brazilië ·
Bulgarije ·
Canada ·
Chili ·
China ·
Colombia ·
Congo-Kinshasa ·
Costa Rica ·
Cuba ·
Curaçao ·
DDR ·
Denemarken ·
Dominica ·
Duitsland ·
Ecuador ·
Egypte ·
El Salvador ·
Engeland ·
Estland ·
Fiji ·
Finland ·
Frankrijk ·
Gambia ·
Ghana ·
Griekenland ·
Guatemala ·
Guyana ·
Haïti ·
Honduras ·
Hongarije ·
Ierland ·
IJsland ·
Irak ·
Iran ·
Israël ·
Italië ·
Ivoorkust ·
Jamaica ·
Japan ·
Joegoslavië ·
Kameroen ·
Kroatië ·
Liberia ·
Luxemburg ·
Marokko ·
Martinique ·
Nederland ·
Nederlandse Antillen ·
Nicaragua ·
Nieuw-Zeeland ·
Nigeria ·
Noord-Ierland ·
Noord-Korea ·
Noorwegen ·
Oekraïne ·
Oezbekistan ·
Panama ·
Paraguay ·
Peru ·
Polen ·
Portugal ·
Qatar ·
Roemenië ·
Rusland ·
Saint Kitts en Nevis ·
Saint Vincent en de Grenadines ·
Saoedi-Arabië ·
Schotland ·
Senegal ·
Servië ·
Slovenië ·
Slowakije ·
Sovjet-Unie ·
Spanje ·
Suriname ·
Trinidad en Tobago ·
Tsjechië ·
Tsjecho-Slowakije ·
Tunesië ·
Uruguay ·
Venezuela ·
Verenigde Staten ·
Wales ·
Wit-Rusland ·
Zuid-Afrika ·
Zuid-Korea ·
Zweden ·
Zwitserland
Angola (2006) ·
Argentinië (2006) ·
Brazilië (1999) ·
Brazilië (2014) ·
Brazilië (2018) ·
Duitsland (2018) ·
Frankrijk (2010) ·
Iran (2006) ·
Kameroen (2014) ·
Kroatië (2014) ·
Nederland (2014) ·
Portugal (2006) ·
Uruguay (2010) ·
Zuid-Afrika (2010) ·
Zuid-Korea (2018) ·
Zweden (2018)
FEPAFUT · A-internationals · Selecties · Bondscoaches · Panamees vrouwenelftal · Panama U21 · Panama U20 · Panama U19 · Panama U18 · Panama U17
1930 – 1949 · 
1950 – 1959 · 
1960 – 1969 · 
1970 – 1979 · 
1980 – 1989 · 
1990 – 1999 · 
2000 – 2009 · 
2010 – 2019 ·
2020 – 2029
CGC 1991 · 
CGC 1993 · 
CGC 1996 · 
CGC 1998 · 
CGC 2000 · 
CGC 2002 · 
CGC 2003 · 
CGC 2005 · 
CGC 2007 · 
CGC 2009 · 
CGC 2011 · 
CGC 2013 · 
CGC 2021
WK 2018
1938 · 
1939 · 
1940 · 
1941 · 
1942 · 1943 · 1944 · 1945 · 
1946 · 
1947 · 
1948 · 
1949 · 
1950 · 
1951 · 
1952 · 
1953 · 
1954 · 
1955 · 
1956 · 
1957 · 
1958 · 
1959 · 
1960 · 
1961 · 
1962 · 
1963 · 
1964 · 
1965 · 
1966 · 
1967 · 
1968 · 
1969 · 
1970 · 
1971 · 
1972 · 
1973 · 
1974 · 
1975 · 
1976 · 
1977 · 
1978 · 
1979 · 
1980 · 
1981 · 
1982 · 
1983 · 
1984 · 
1985 · 
1986 · 
1987 · 
1988 · 
1989 · 
1990 · 
1991 · 
1992 · 
1993 · 
1994 · 
1995 · 
1996 · 
1997 · 
1998 · 
1999 · 
2000 · 
2001 · 
2002 · 
2003 · 
2004 · 
2005 · 
2006 · 
2007 · 
2008 · 
2009 · 
2010 · 
2011 · 
2012 · 
2013 · 
2014 · 
2015 · 
2016 · 
2017 ·
2018 ·
2019 ·
2020 ·
2021 ·
2022 ·
2023 ·
2024
Anguilla ·
Argentinië · 
Armenië · 
Aruba · 
Bahama's ·
Bahrein ·
Barbados ·
België · 
Belize · 
Bermuda · 
Bolivia · 
Brazilië · 
Canada · 
Chili · 
Colombia · 
Costa Rica · 
Cuba · 
Curaçao ·
Denemarken ·
Dominica · 
Dominicaanse Republiek · 
Ecuador · 
El Salvador · 
Engeland · 
Grenada · 
Guadeloupe ·
Guatemala · 
Guyana · 
Haïti · 
Honduras · 
Iran · 
Jamaica · 
Japan · 
Kameroen ·
Mexico · 
Montserrat ·
Nederlandse Antillen · 
Nicaragua · 
Noord-Ierland ·
Noorwegen ·
Paraguay · 
Peru · 
Portugal · 
Puerto Rico · 
Qatar ·
Saint Lucia · 
Saoedi-Arabië ·
Servië ·
Spanje · 
Taiwan · 
Trinidad en Tobago ·
Tunesië ·  
Uruguay ·  
Venezuela · 
Verenigde Staten ·
Wales ·
Zuid-Afrika ·
Zuid-Korea ·
Zwitserland
België (2018) ·
Engeland (2018) ·
Tunesië (2018)